# Roberto Francisco Chiari
 (août 2018).
Si vous disposez d'ouvrages ou d'articles de référence ou si vous connaissez des sites web de qualité traitant du thème abordé ici, merci de compléter l'article en donnant les références utiles à sa vérifiabilité et en les liant à la section « Notes et références ».
Roberto Francisco Chiari, né le 2 mars 1905 à Panama et mort le 1er mars 1981 dans la même ville, est un homme politique panaméen, président du Panama à deux reprises du 20 au 24 novembre 1949 et du 1er octobre 1960 au 1er octobre 1964.